# دالة ذاتية

في الرياضيات، الدالة الذاتية (بالإنجليزية: Eigenfunction)‏ لمؤثر خطي D معرفة على بعض الفضاءات الدالية هي أي دالة غير صفرية f تنتمي إلى هذا الفضاء، عندما تؤثَّر بواسطة D، تصبح تساوي الدالة نفسها مضروبة في القيمة الذاتية. بتعبير رياضي:
{\displaystyle Df=\lambda f}
من أجل بعض القيم الذاتية السلمية λ.
دالة ذاتية هي نوع من المتجهات الذاتية.